# Poa tuberifera
Poa tuberifera là một loài thực vật có hoa trong họ Hòa thảo. Loài này được Faurie ex Hack. miêu tả khoa học đầu tiên năm 1902.